# Russian Roulette (Album)
Russian Roulette ist das siebte Studioalbum der deutschen Heavy-Metal-Band Accept. Es erschien im März 1986 bei RCA Records. Es galt manchen Kritikern als letztes „Klassiker“-Album der Band, andere bemerkten bereits das sich abzeichnende Auseinanderbrechen der Band.

## Entstehung und Stil
Russian Roulette wurde wie der Vorgänger in den Studios von Dieter Dierks in Stommeln aufgenommen, allerdings produzierte die Band diesmal selbst. Abgemischt wurde die Platte von Michael Wagener. Während der Aufnahmen kam es bereits zu kreativen Differenzen in der Band. Wolf Hoffmann wollte den eingeschlagenen Kurs weiterverfolgen, Sänger Udo Dirkschneider sich jedoch an dem raueren Klang früherer Alben orientieren.

## Rezeption
Das Album erreichte in Deutschland Platz 5 – der bis Blood of the Nations höchste Charteinstieg der Band –, in den USA Platz 114. Eduardo Rivadavia von Allmusic.com vergab 2,5 von fünf Sternen. Er schrieb, das Album zeige „the once-unstoppable quintet physically exhausted and creatively tapped out, and the inevitable result was a disappointing and unfocused album“. Alex Straka von Powermetal.de nannte das Album „den letzten waschechten Klassiker aus dem Hause Accept“, der „massenhaft anbetungswürdiges Material am Start“ habe. Im Gegensatz zu Metal Heart sei das Album „extrem düster ausgefallen und offerierte gerade bei Russian Roulette und Heaven Is Hell eine Seite von Accept, die es so noch nicht zu bestaunen gab. Finster und atmosphärisch unglaublich dicht, walzen diese Metallmonster über das Schlachtfeld.“

## Titelliste
Alle Lieder wurden von Accept und Deaffy (alias Gaby Hoffmann) geschrieben.
1. „T.V. War“ – 3:27
2. „Monsterman“ – 3:25
3. „Russian Roulette“ – 5:22
4. „It’s Hard to Find a Way“ – 4:19
5. „Aiming High“ – 4:26
6. „Heaven Is Hell“ – 7:12
7. „Another Second to Be“ – 3:19
8. „Walking in the Shadow“ – 4:27
9. „Man Enough to Cry“ – 3:14
10. „Stand Tight“ – 4:05